# Szürke jákópapagáj
A szürke jákópapagáj (Psittacus erithacus), korábban csak jákópapagáj vagy szürkepapagáj, a madarak (Aves) osztályának papagájalakúak (Psittaciformes) rendjébe, ezen belül a papagájfélék (Psittacidae) családjába tartozó faj.
Nemének a típusfaja.

## Előfordulása
Közép- és Nyugat-Afrika sík részének szubtrópusi és trópusi erdőiben él. Az állatkereskedelem és az élőhely szűkülése miatt a madár állománya csökken.

## Megjelenése
Testhossza 33 centiméter, szárnyfesztávolsága legfeljebb 70 centiméter, míg testtömege legfeljebb 460 gramm. Tollazata a hátán és fején sötétszürke, a hasán és a szeme körül világosszürke. A farka élénkpiros. A felső csőrkávája egy ízület segítségével a fejtől függetlenül is mozgatható; alsó csőrkávája előre-hátra mozdítható, így széleit a csőr felső részének keresztbordáin élesítheti. Fára mászás közben a csőr nagy segítséget nyújt a mozgásban. A lábával kiválóan tud fára mászni és a táplálékot is a csőréhez tudja vinni vele. Mindkét külső ujja hátrafelé áll, a középsők pedig előre, így markoló szerszámként tudja használni őket (zygodactyl láb).

## Életmódja
Párban él, csapatosan alszik és táplálkozik. Tápláléka magokból, diókból, gyümölcsökből, virágokból és levelekből tevődik össze. Fogságban 30 évet is élhet. Akár több száz szót is képes megtanulni.

## Szaporodása
Az ivarérettséget 2-4 éves korban érik el. A költési időszak a helytől és az éghajlattól függ. A fészek általában egy magas fa hasadékában vagy odvában helyezkedik el. Egy fészekaljban rendszerint 3-4 fehér gömbölyded, fényes tojás van, ezeken a tojó 28-30 napig kotlik. A fiatal madarak legkésőbb 80 nap után repülnek ki.

## Képek

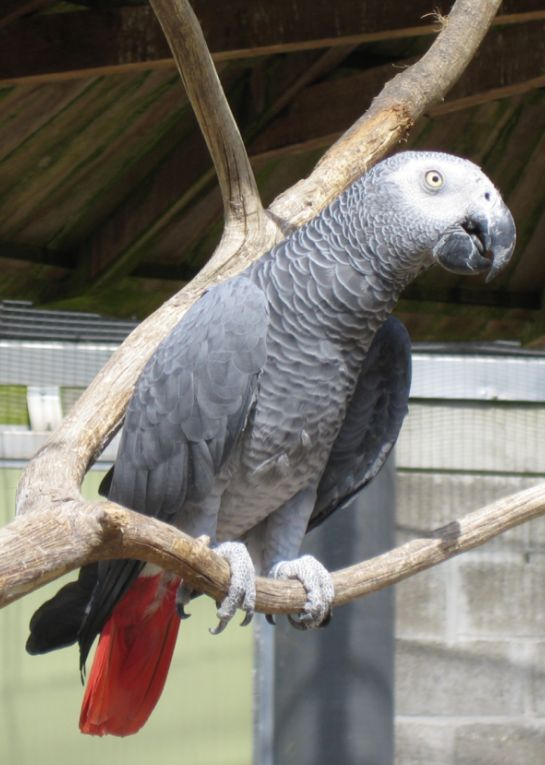
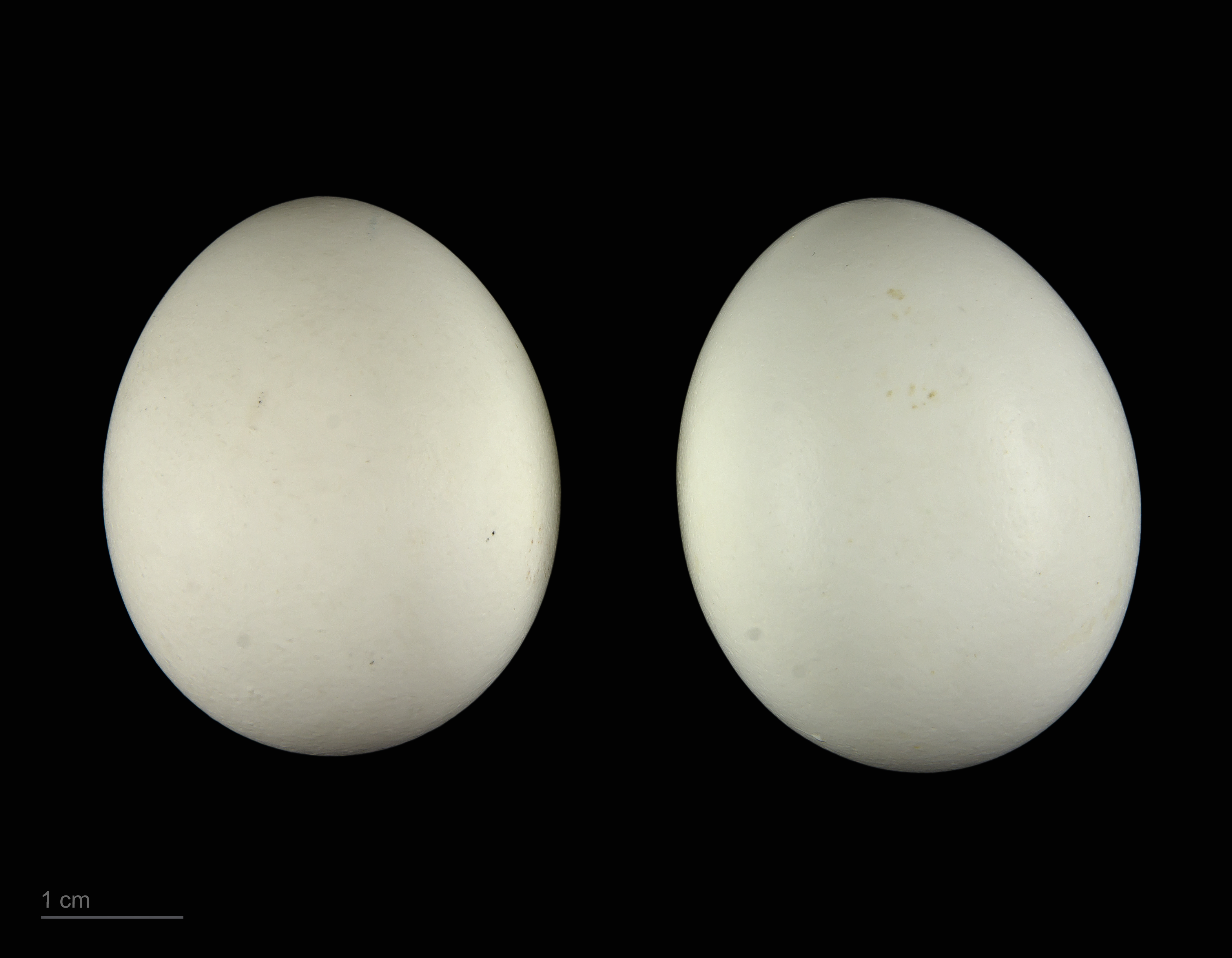
Tojásai